# 静岡県道315号五島天竜川停車場線
静岡県道315号五島天竜川停車場線（しずおかけんどう315ごう ごとうてんりゅうがわていしゃじょうせん）は、静岡県浜松市中央区を通る一般県道である。
「五島(ごとう)」とはかつて存在した浜名郡五島村のことである。

## 概要

### 路線データ
- 陸上距離 : 8.5km
- 起点 : 浜松市中央区西島町（「五島」は西島町を含め、この周辺の地区名である。）（浜松市中央区遠州浜と西島町の境にある浜松遠州浜郵便局前の三差路の北側が起点となる。）
- 終点 : 浜松市中央区天龍川町（JR東海道本線天竜川駅）

## 重複区間
- 国道150号（浜松市中央区東町・東町交差点 - 浜松市中央区西町・西町中交差点） (1.2km)
- 静岡県道312号中野子安線（浜松市中央区天龍川町・天龍川町西交差点 - 浜松市中央区天龍川町・天竜川駅入口交差点） (0.3km)
- 静岡県道296号熊小松天竜川停車場線（浜松市中央区天龍川町・天竜川駅入口交差点 - 浜松市中央区天龍川町・JR天竜川駅） (0.4km)

遠州大橋の開通から数年間は、国道150号バイパスは浜松市中央区西島町の天文台東交差点から北へ上がり、浜松市中央区古川町の国道150号古川交差点に至るルートであったため、その間のみ浜松市中央区西島町内の天文台東交差点から五島小東交差点までの区間は国道150号バイパスと重複していた。

## 特徴
- 。ほぼ全線が片側1車線の2車線道路であるが、経路がやや複雑なため、全線を利用する者はまずいない。東海道本線上に跨線橋が架けられている。

## 通過する自治体
- 静岡県
  - 浜松市（中央区）

## 主な接続路線
- 国道150号掛塚バイパス（通称遠州大橋通り）
- 静岡県道316号舞阪竜洋線
- 国道150号
- 国道1号
- 静岡県道313号笠井飯田線
- 静岡県道312号中野子安線
- 静岡県道296号熊小松天竜川停車場線